# Rádio Vida Nova
Rádio Vida Nova é uma emissora de rádio brasileira sediada em Jaboticabal, cidade do estado de São Paulo. Opera no dial AM, na frequência 1210 kHz, e é afiliada à Rede Católica de Rádio. Pertence à Fundação Nossa Senhora do Carmo, vinculada à Diocese de Jaboticabal, sendo uma das mais antigas rádios do interior paulista. Seus estúdios estão na sede da diocese, localizada na Catedral de Nossa Senhora do Carmo, no centro da cidade, e seus transmissores estão no bairro Morada Nova.

## História
A emissora foi criada por um grupo de empresários locais formado por Egydio de Souza, Osman Guarita Valente Docce, Augusto Tonani e Alcides Amaral Gurgel Peixoto, que iniciaram suas operações em caráter experimental em 20 de setembro de 1934, num casarão da Avenida Pintos, no centro da cidade. Após receber a outorga do Ministério de Viação e Obras Públicas, a Rádio Clube de Jaboticabal foi oficialmente inaugurada em 23 de dezembro de 1935, com uma grande solenidade realizada no antigo Cine Teatro Polytheama, sob apresentação dos locutores Alceu Camargo Silveira e Agnello Macedo, e a presença de diversos artistas da Rádio Clube de Ribeirão Preto.
Depois de inaugurada, seus estúdios passaram a funcionar na Praça Jorge Tibiriçá, ao lado da Escola Coronel Vaz. Anos depois, seus proprietários originais venderam-a para o empresário Jayme da Silva Bueno. Na chamada era de ouro do rádio brasileiro, a PRG-4 (prefixo da emissora, usado até os dias atuais em seu slogan) foi a primeira casa de notórios profissionais, como Oswaldo Angarano, Otávio Muniz, Bruno Sobrinho (respectivamente pai e tio do também radialista Octávio Muniz) e Raul Tabajara, este último célebre por também ter narrado o primeiro jogo de futebol da TV brasileira, através da TV Record.
No início da década de 1970, a Rádio Clube de Jaboticabal passa por diversas transformações. Inicialmente, é vendida ao radialista Renato Ramalho, época em que seus estúdios são transferidos para uma nova sede na Rua São Sebastião, ao lado do hoje extinto Clube Jaboticabal. Em 1976, Ramalho vende a emissora para os empresários Carlos Assone e José Vicente Dias Leme.
Por fim, com o intuito de montar a atual 101 FM, que seria a primeira emissora de rádio FM do município, os empresários venderam a Rádio Clube para a Diocese de Jaboticabal em 10 de setembro de 1986. Após a venda, a emissora passou a se chamar Rádio Vida Nova, com uma programação mais direcionada ao público católico, e passou a funcionar na Catedral de Nossa Senhora de Carmo. Em 2002, a emissora passou a transmitir durante as madrugadas a programação da Rede Católica de Rádio, liderada pela Rádio Imaculada de São Bernardo do Campo.